# Rum Pond
Rum Pond är en sjö i Antarktis. Den ligger i Östantarktis. Nya Zeeland gör anspråk på området. Rum Pond ligger 1 064 meter över havet.